# Операция «Сана»
Операция «Сана»- операция Армии Республики Боснии и Герцеговины против Армии Республики Сербской в Санском-Мосту.
Операция началась в 3:00, 10 октября 1995. Пятый корпус Армии Республики Боснии и Герцеговины успешно пересек реку Сана в 4:00, а уже в 5:00 босняки окружили город
11 октября АРБиГ начала обстрелы позиций боснийских сербов. Сербы ответили тем же.
12 октября АРБиГ начала продвижение в город и уже захватила некоторые её части. К концу дня город был захвачен.
13 октября начались переговоры в Дейтоне, было подписано соглашение о прекращении огня.
Операция закончилась в тот же день подписанием Дейтонских соглашений.
Сански-Мост остался в составе Федерации Боснии и Герцеговины.